# Kiihtelysvaara
Kiihtelysvaara est une ancienne commune de l'Est de la Finlande dans la région de Carélie du Nord.
Elle a été rattachée à la ville de Joensuu en même temps que la commune de Tuupovaara le 1er janvier 2005. La municipalité avait une population de 2 635 habitants en 2004 et s'étendait sur 530,0 km2, dont 43,3 km2 d'eau. La commune avait pour unique langue officielle le finnois.